# Cybaeozyga
Cybaeozyga heterops es una especie de araña araneomorfa de la familia Cybaeidae. Es la única especie del género monotípico Cybaeozyga.  Es nativa del oeste de los Estados Unidos.